# Dysdera daghestanica
Dysdera daghestanica là một loài nhện trong họ Dysderidae.
Loài này thuộc chi Dysdera. Dysdera daghestanica được miêu tả năm 1991 bởi Dunin.